# Institut supérieur pédagogique Isangi
 (février 2025).
 (février 2025).
Si vous disposez d'ouvrages ou d'articles de référence ou si vous connaissez des sites web de qualité traitant du thème abordé ici, merci de compléter l'article en donnant les références utiles à sa vérifiabilité et en les liant à la section « Notes et références ».
L’Institut supérieur pédagogique d'Isangi (ISP ISANGI) est un établissement d'enseignement supérieur fondé en 2010 et situé dans la ville d'Isangi, chef-lieu du territoire d'Isangi, province de la Tshopo, en république démocratique du Congo.

## Histoire
L'Institut supérieur pédagogique (ISP) d'Isangi une institutions d’État créées dans le cadre de la politique des établissements d’enseignement supérieur et universitaire à travers les provinces de la République Démocratique du Congo.
Depuis sa fondation, l’ISP Isangi s’est engagé dans la formation de cadres pédagogiques pour améliorer la qualité de l’enseignement dans les écoles primaires, secondaires et professionnelles. En 2020, l’institution a célébré son 10e anniversaire.

## Mission
La mission de l’Institut Supérieur Pédagogique d’Isangi est de former des enseignants pour répondre aux besoins du système éducatif en République Démocratique du Congo, en particulier dans la province de la Tshopo.
L’ISP Isangi s’engage également à renforcer les compétences professionnelles des enseignants en exercice, tout en jouant un rôle actif dans le développement communautaire par l’éducation.

## Conditions d'admission
Pour le premier cycle de graduat, le candidat doit[réf. souhaitée] :
- Être titulaire d’un diplôme d’État ou du titre jugé équivalent par le Ministère de l’Enseignement primaire, secondaire et professionnel ;
- Se classer en ordre utile au concours d’admission.

Pour le second cycle de licence, le candidat doit :
- Être titulaire d’un diplôme entériné de graduat ou du titre jugé équivalent dans la filière d’études sollicitée ;
- Se classer en ordre utile au concours d’admission.

## Enseignement et recherche
L’Institut Supérieur Pédagogique d’Isangi propose des programmes variés en sciences de l’éducation, combinant théorie et pratique. Parallèlement, l’institution encourage la recherche scientifique pour résoudre des problématiques éducatives locales et innover dans les méthodes d’enseignement.

## Coopération
Sur le plan local, l’ISP d'Isangi, bénéficie également de diverses coopérations académiques et communautaires. L’institution collabore avec d’autres établissements éducatifs, des autorités locales et des organisations internationales pour améliorer ses ressources, moderniser ses infrastructures et renforcer l’impact de ses programmes. Ces partenariats facilitent le développement de projets de recherche communs, des échanges d’enseignants et des initiatives de formation continue[réf. souhaitée].

## Infrastructure
L’ISP-Isangi dispose de plusieurs bâtiments comprenant environ 10 salles de cours destinées aux enseignements théoriques et pratiques. L’institution possède une bibliothèque, des bureaux administratifs et des espaces destinés à la recherche. Cependant, les infrastructures ont été partiellement endommagées par des inondations.[réf. nécessaire].

## Personnalités liées
- Le Professeur Casimir Ndeke est le Directeur Général de l’Institut Supérieur Pédagogique (ISP) d’Isangi depuis le 10 Juin 2021[3].

## Les professeurs de l'ISP-Kisangani
L'ISP-Kisangani[Quoi ?] compte présentement 4 professeurs dont:
- Ndeke Zamba
- Lisendja [4]